# Хюсеин Хюсню паша
Вижте пояснителната страница за други личности с името Хюсеин Хюсню паша.
Хюсеин Хюсню паша (на турски: Hüseyin Hüsnü Paşa) е османски и турски генерал и администратор.

## Биография
Роден е в Артвин в 1856 година. От май 1909 до август 1909 година е валия на Косовския вилает в Скопие.
Хюсню взема участие в контрапреврата на Абдул Хамид II от 31 март 1909 година. Участва и в Балканската война.
От август 1909 до юли 1910 година е валия на Триполи. В септември 1911 става член на парламента.
Министър на войната в Османската империя от 18 август 1920 до 21 октомври 1920 година. Умира в 1926 година.